# Myelochroa crenulata
Myelochroa crenulata är en lavart som först beskrevs av J. D. Zhao, och fick sitt nu gällande namn av Hale ex DePriest & B. Hale. Myelochroa crenulata ingår i släktet Myelochroa och familjen Parmeliaceae.   Inga underarter finns listade i Catalogue of Life.